# URBA大量輸送システム
URBA 大量輸送システムはで軌道上を浮上して走行する発展型モノレールである。Compagnie d'Energetique Lineaire mbによって設計された。1968年に2両の車両が製造され、リヨンに79mの軌道が建設されて試験が実施された。URBA 4 と URBA 8 試作車両は4名から8名の乗客を運ぶ事が出来た。推進はMerin Gerinによるリニアモータだった。